# Paul Tessier
Pour les articles homonymes, voir Paul Tessier (homonymie) et Tessier.
Pour l’article ayant un titre homophone, voir Paul Teyssier.
Paul Tessier, né le 1er août 1917 à Héric (Loire-Inférieure) et mort le 5 juin 2008 à Paris, est un chirurgien français. Il est considéré comme le père de la chirurgie craniofaciale.

## Biographie
Né en Bretagne, il fait ses études secondaires au collège Saint-Louis de Saint-Nazaire, puis s'inscrit à l'École de médecine de Nantes. Ses études médicales sont interrompues par la Seconde Guerre mondiale et c'est à la Faculté de médecine de Paris qu'il obtient son diplôme en 1943. Durant son internat en 1942, il commence à opérer des patients atteints de fente labiale et de maladie de Dupuytren. En 1944, il rejoint le service de chirurgie pédiatrique de l'Hôpital Saint-Joseph de Paris. De fin 1944 à 1946, il a travaillé au Centre de chirurgie maxillo-faciale de la région militaire de Paris à l'hôpital de Puteaux. En 1949, il retourne à Nantes pour devenir chirurgien consultant en ophtalmologie.
Tessier commence à améliorer les techniques chirurgicales de correction des déformations craniofaciales au milieu des années 1950. Au cours des années 1960 et 1970, il met au point les méthodes suivantes :
- utilisation des greffons osseux autogènes (provenant du patient lui-même) à la place du silicone ou des composés acryliques pour modifier les contours du crâne et du visage[3] ;
- correction transcranienne et subcranienne de l'hypertélorisme orbitaire ;
- correction du syndrome de Treacher Collins ;
- correction des fentes oro-oculaires.

En 1970, il voyage aux États-Unis pour y enseigner ses techniques. Aujourd'hui, celles-ci sont appliquées non seulement à la chirurgie plastique, mais aussi à d'autres spécialités comme la traumatologie ou la neurochirurgie.
En 1976, il propose une classification des fentes cranio-faciales (dont la fente labio-palatine), la classification de Tessier, internationalement utilisée au XXIe siècle,.

## Distinctions
Paul Tessier fut membre fondateur de l'International Society of Craniofacial Surgery (Société internationale de chirurgie craniofaciale) et de l'European Association of Maxillofacial Surgeons (Association européenne des chirurgiens maxillofaciaux). Il fut aussi le premier président de l'AFCMF (Association Française des Chirurgiens Maxillo-Faciaux). Il était membre honoraire de l’American College of Surgeons (Collège américain des chirurgiens), du Royal College of Surgeons (Collège royal des chirurgiens) à Londres, et de l’American Society of Plastic Surgeons (Société américaine des chirurgiens plasticiens).
En 2000, il reçoit le Jacobson Innovation Award le prix annuel de l'American College of Surgeons.